# اوساگا، مینه‌سوتا
اوساگا (به انگلیسی: Osage) یک منطقهٔ مسکونی در ایالات متحده آمریکا است که در Osage Township واقع شده‌است. اوساگا ۳۲۳ نفر جمعیت دارد و ۴۵۵٫۰۷ متر بالاتر از سطح دریا واقع شده‌است.